# Heiligenfenster (Les Iffs)

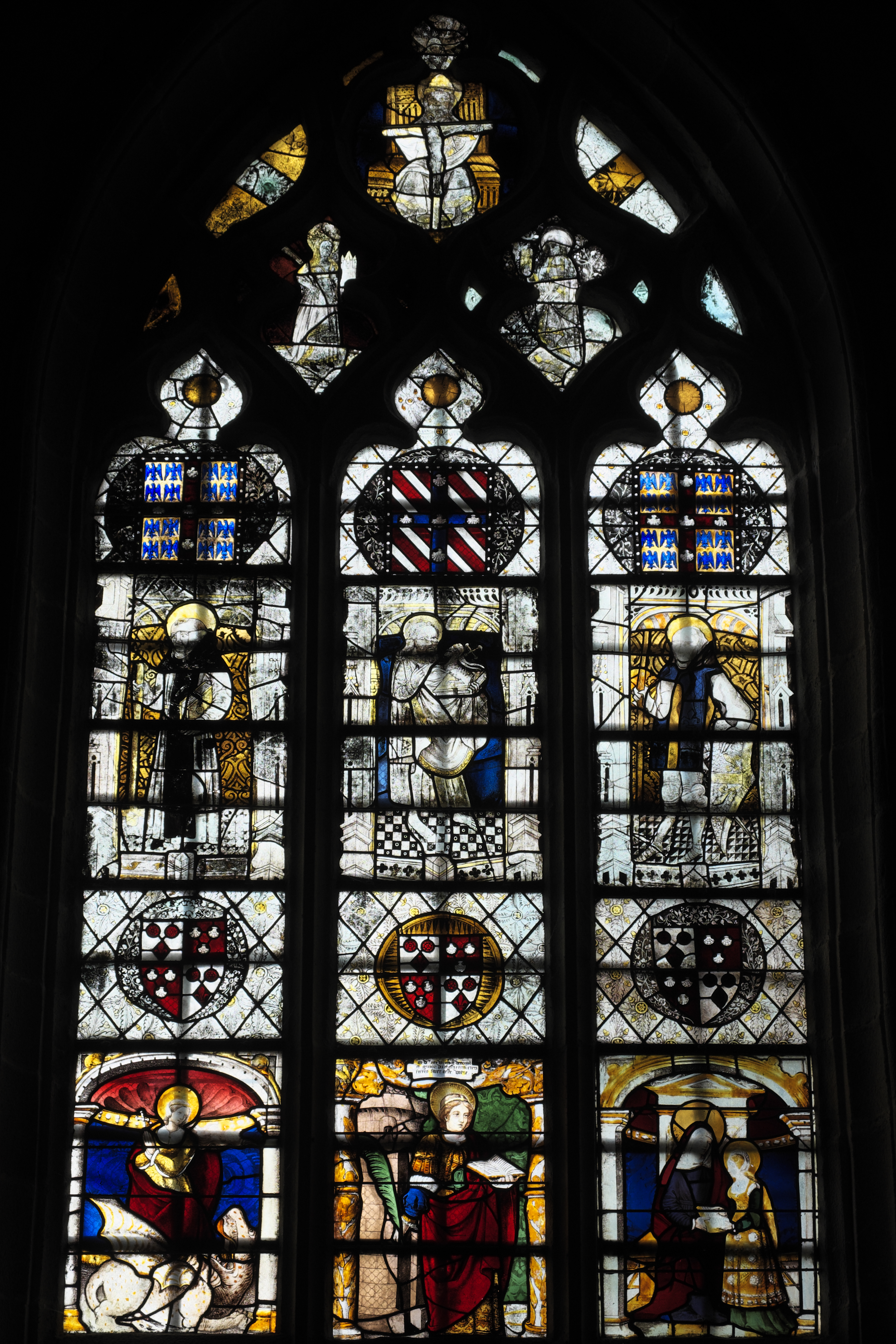
Heiligenfenster in Les Iffs

Das Heiligenfenster in der katholischen Pfarrkirche St-Ouen in Les Iffs, einer französischen Gemeinde im Département Ille-et-Vilaine in der Region Bretagne, wurde im 15. und 16. Jahrhundert geschaffen. Das Bleiglasfenster wurde 1906 als Monument historique in die Liste der geschützten Objekte (Base Palissy) in Frankreich aufgenommen.

Das Fenster in der Marienkapelle des nördlichen Querhauses wurde 1536 mit Teilen aus einem Fenster des 15. Jahrhunderts geschaffen, die möglicherweise aus einer anderen Kirche stammen. Inschrift in der Mitte unten: 

„MVXXXVI M. G. DENOUAL ET GUION DU CHESNE TRESORIERS FIRENT FAIRE CESTE VITRE“

Das Fenster stellt im Maßwerk die Dreifaltigkeit dar. Darunter sind die Wappen der Stifter zu sehen. Die Heiligen in der oberen Reihe sind aus dem 15. Jahrhundert: Fiacrius, Johannes der Täufer und ein heiliger Krieger. Zwischen der unteren Reihe aus dem 16. Jahrhundert sind weitere drei Wappen vorhanden. Die Heiligen sind: Margareta, Barbara und Anna mit Maria (Darstellung Anna lehrt Maria das Lesen).
Neben diesem Fenster sind noch acht weitere Fenster aus der Zeit der Renaissance in der Kirche erhalten (siehe Navigationsleiste).

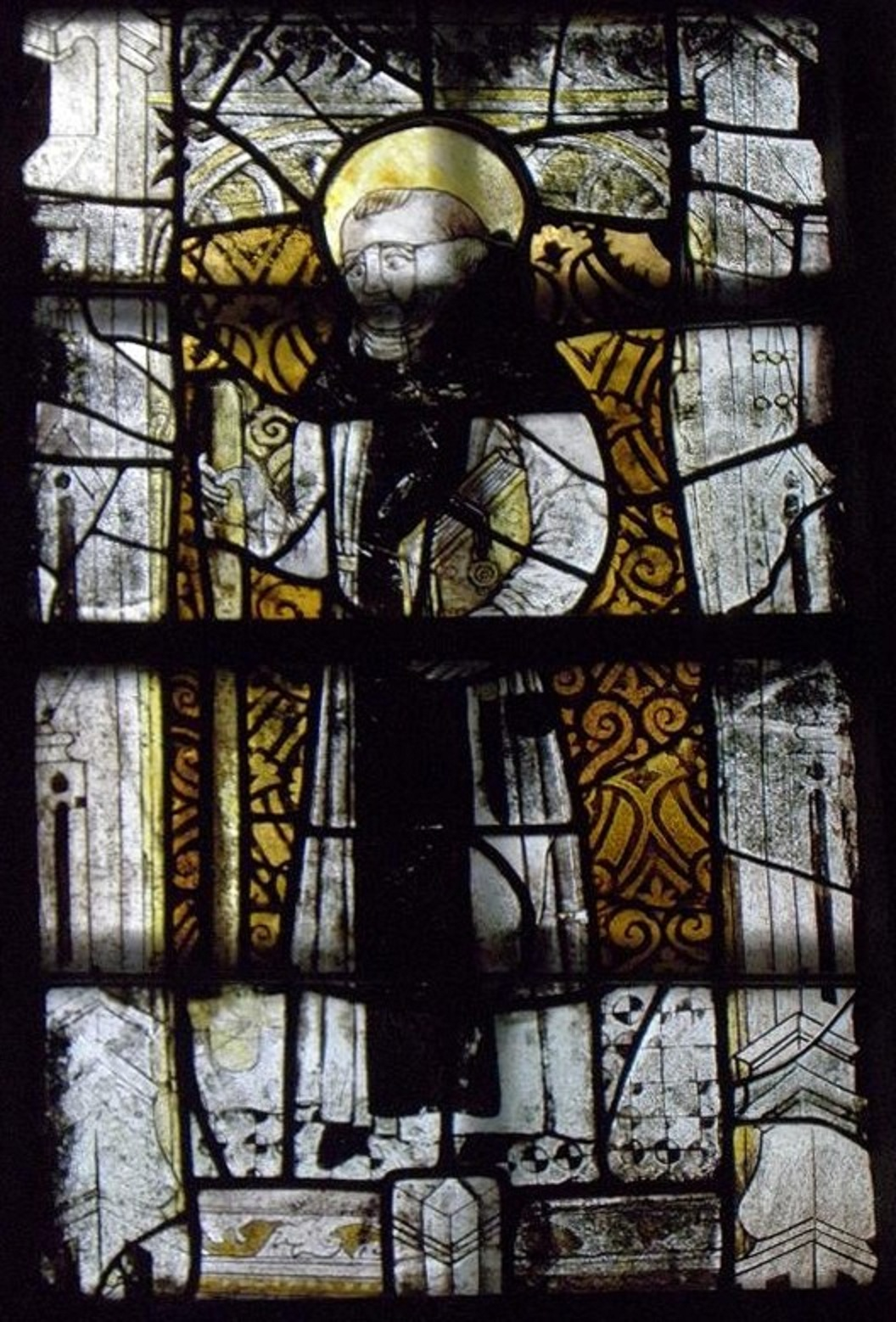
Heiliger Fiacrius
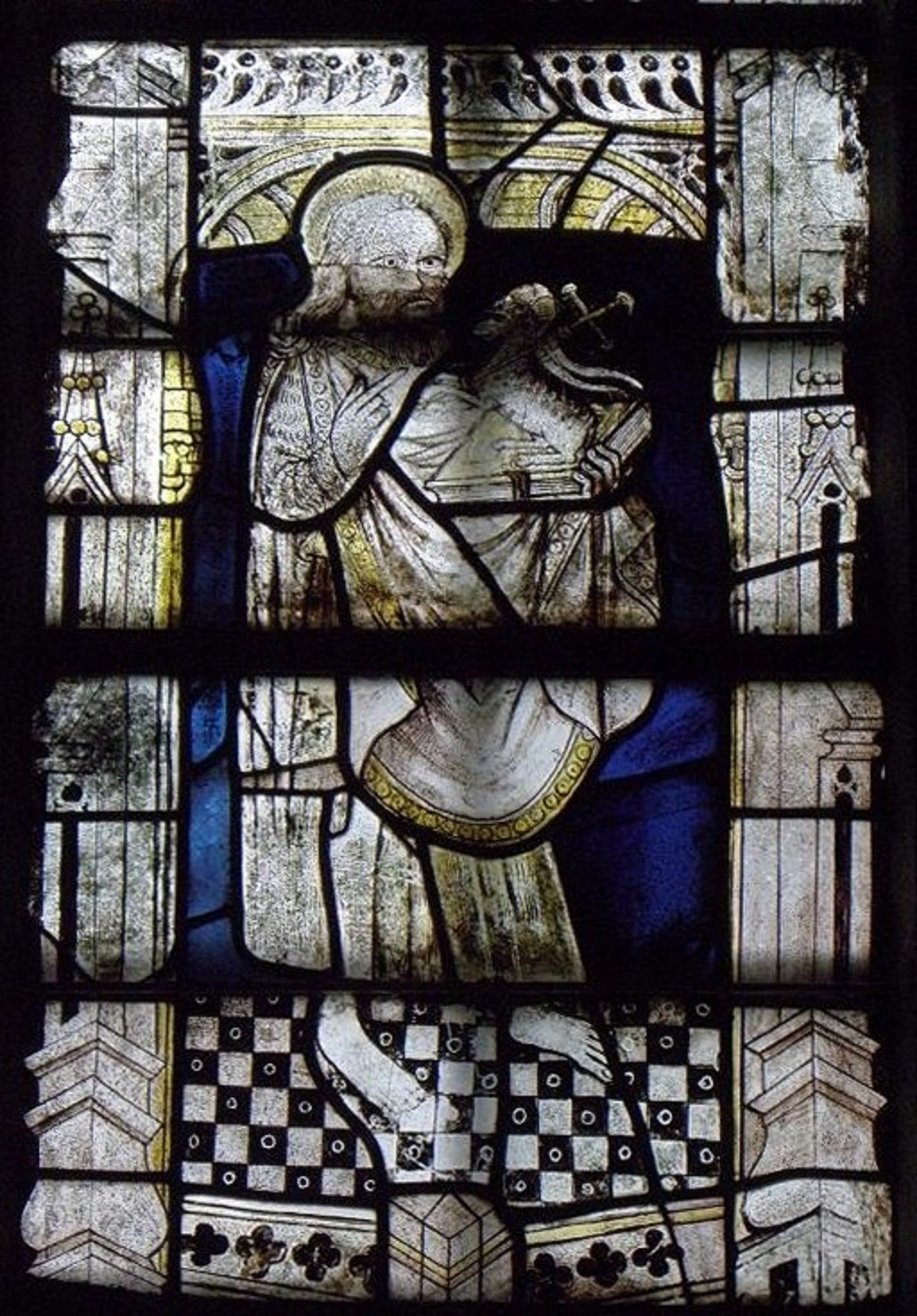
Johannes der Täufer
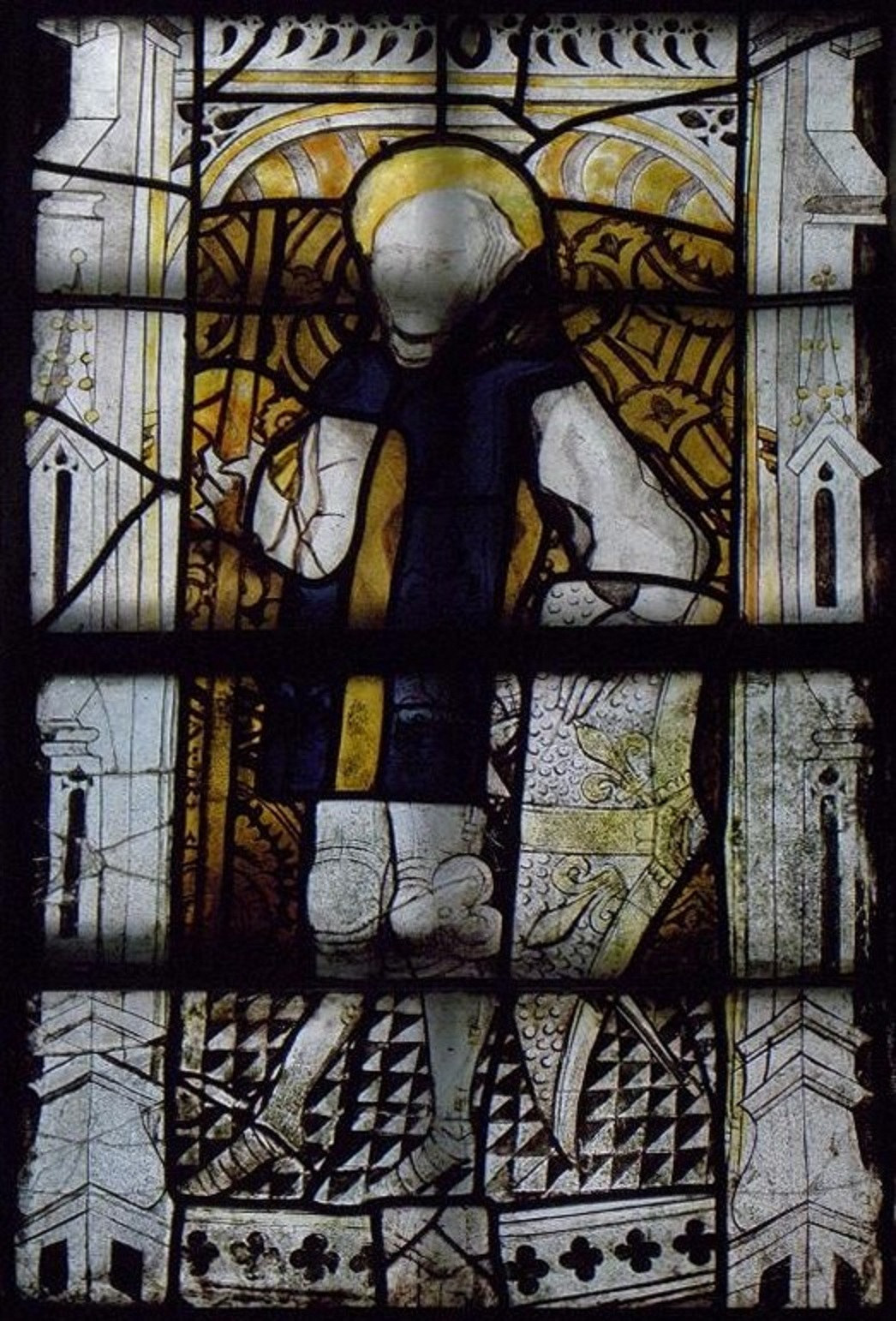
Heiliger Krieger mit Rüstung und Schild

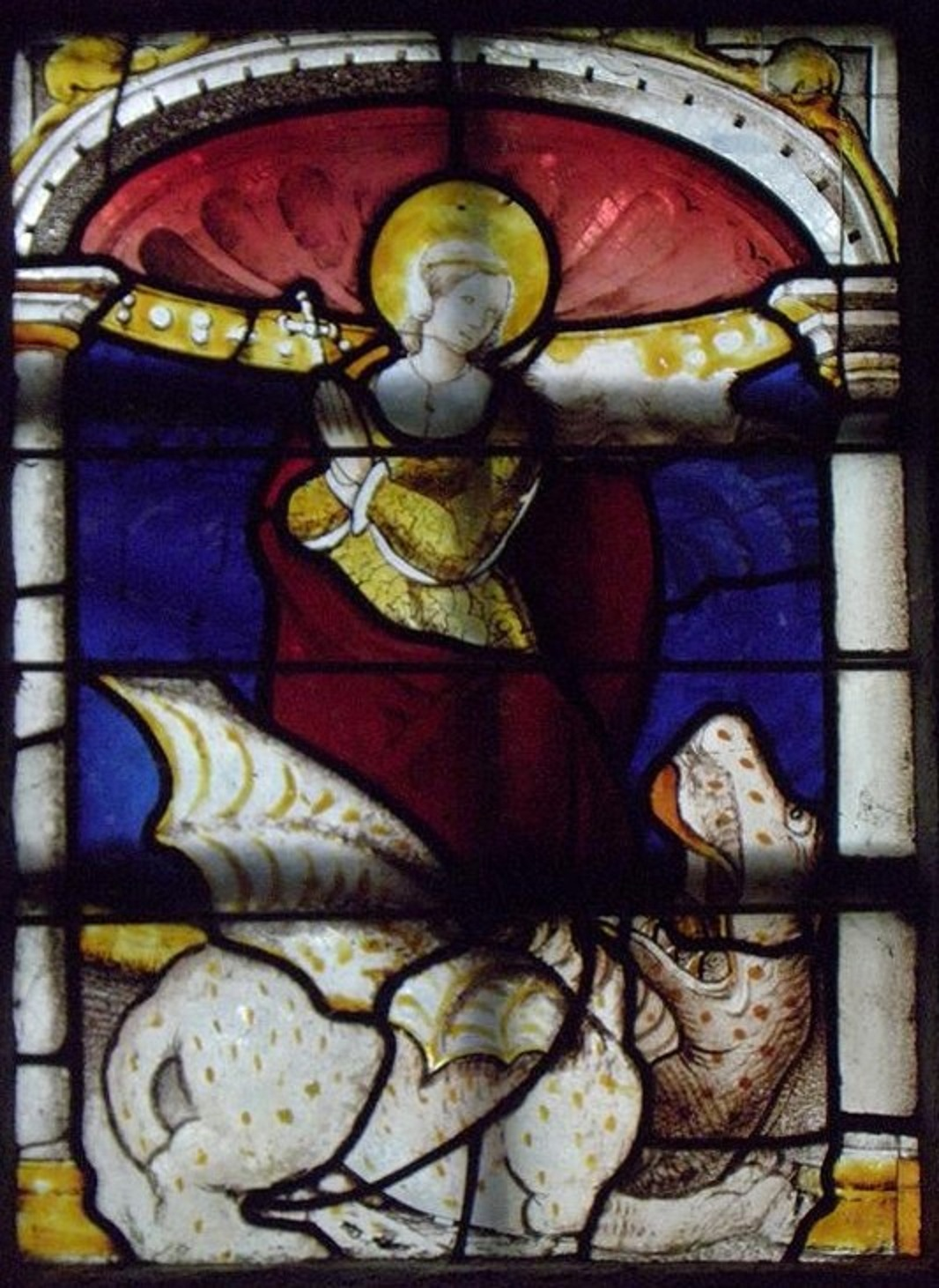
Heilige Margareta
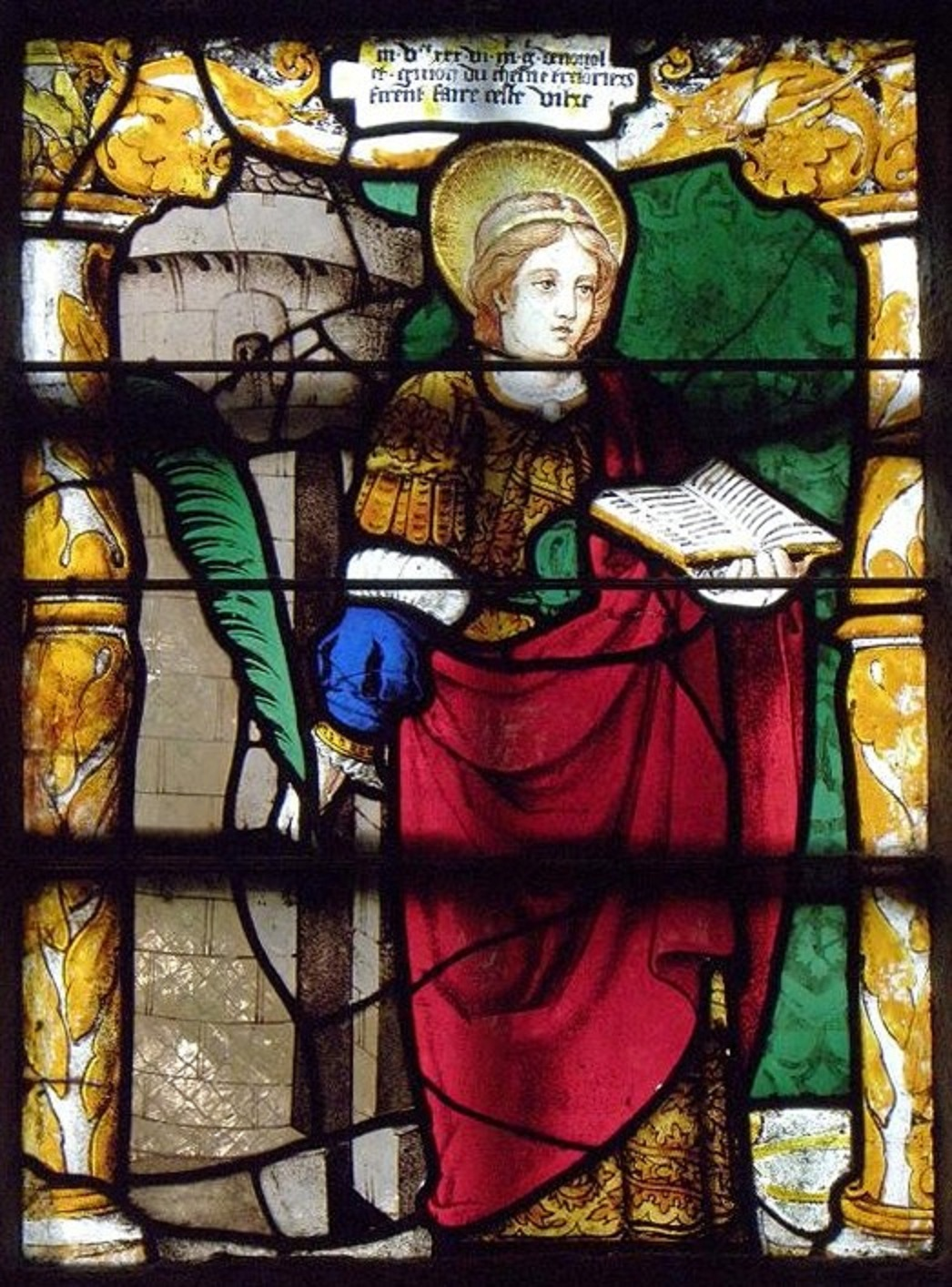
Heilige Barbara (mit Inschrift, siehe oben)
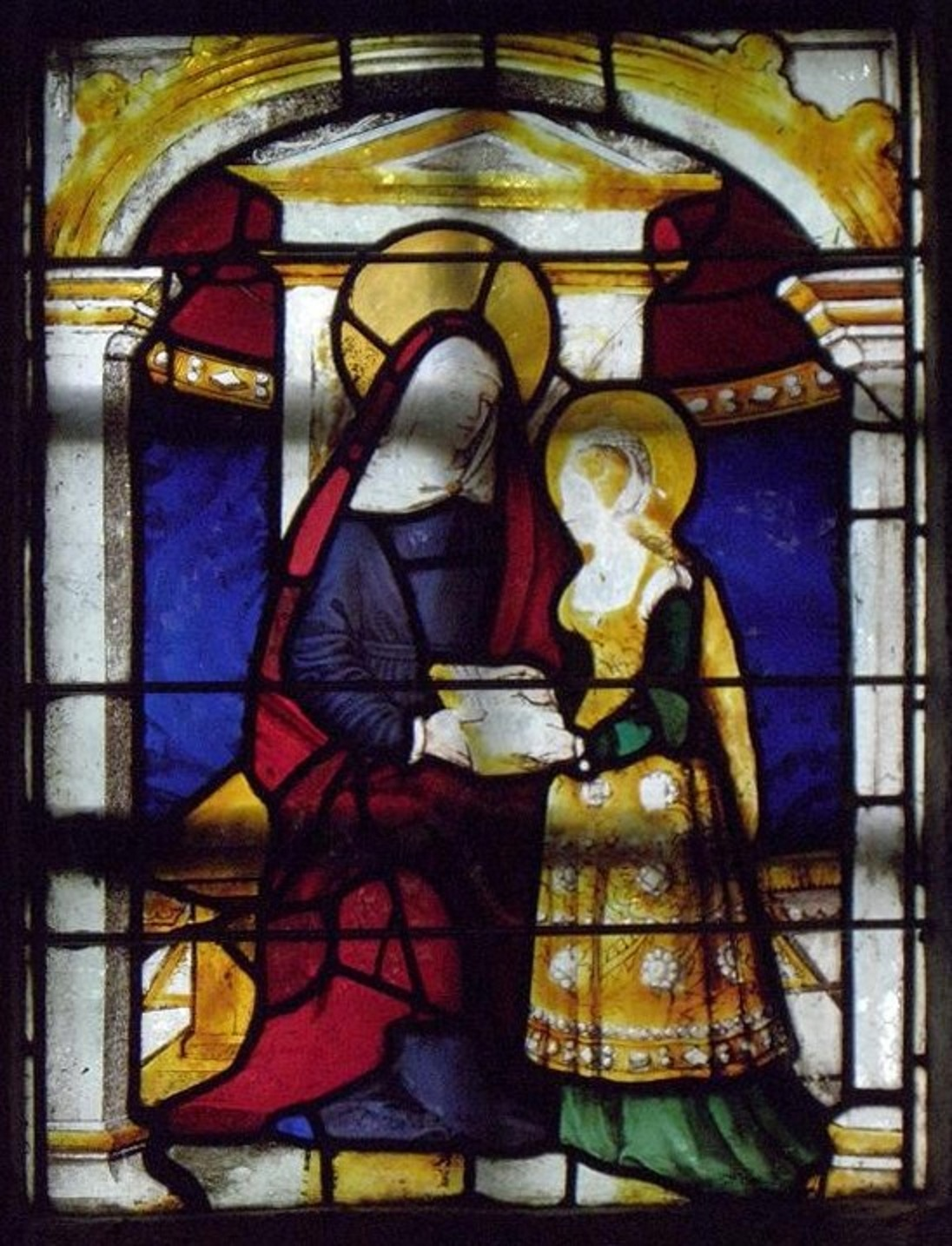
Anna lehrt Maria das Lesen